# (8846) 1990 RK7
(8846) 1990 RK7 là một tiểu hành tinh vành đai chính. Nó được phát hiện bởi Henri Debehogne ở Đài thiên văn La Silla ở Chile ngày 13 tháng 9 năm 1990.